# Kommittent
Kommittent ist im Kommissionsgeschäft, wer einen Kommissionär damit betraut, in eigenem Namen, aber für seine Rechnung Waren oder Wertpapiere zu kaufen oder verkaufen.

## Allgemeines
Kommittent ist sprachlich das Nomen Agentis von Kommissionär. Mit dem Rechtsbegriff des Kommittenten wird der Auftraggeber des Kommissionärs bezeichnet. Der Kommissionär steht als Absatzhelfer zwischen dem Kommittenten und einem Dritten, der als Käufer oder Verkäufer fungiert. Zwischen dem Kommittenten und dem Dritten gibt es keine Rechts- und auch keine Geschäftsbeziehung.

## Rechtsfragen
Im deutschen Recht hat der Kommissionär nach dem Abschluss des Ausführungsgeschäfts gemäß § 384 Abs. 2 HGB folgende Pflichten:
- Er muss dem Kommittenten die erforderlichen Auskünfte geben und Rechenschaft über das Ausführungsgeschäft ablegen und insbesondere die Person des Dritten benennen.
- Er muss dem Kommittenten alles herausgeben, was er zur Ausführung der Kommission erhalten (§ 675, § 667 BGB) und aus der Geschäftsbesorgung erlangt hat (§ 384 HGB). Der Einkaufs-Kommissionär hat das Eigentum an der erworbenen Ware auf den Kommittenten zu übertragen oder den Anspruch auf Übereignung abzutreten und einen nicht ausgenutzten Kaufpreisvorschuss zurückzugewähren. Der Verkaufs-Kommissionär hat dem Kommittenten das erhaltene Geld, sofern er es bar erhalten hat, nach § 929 BGB zu übereignen oder die noch nicht erfüllte Kaufpreisforderung gegen den Dritten nach § 398 BGB abzutreten. Den Besitz an nicht verkaufter Ware muss er zurück übertragen.

Dem Kommittenten obliegt insbesondere die Pflicht, den Kaufpreis für das Kommissionsgut und die Provision (§ 396 Abs. 1 HGB) zu bezahlen und das Kommissionsgut abzunehmen. Bis zur vollständigen Bezahlung besteht ein gesetzliches Pfandrecht des Kommissionärs am Kommissionsgut aus § 397 HGB. 

## Sonstiges
Synonym zum Kommittenten bei der Konsignation ist der Konsignant, der Kommissionär heißt hier Konsignatar.